# Los Cesares
Los Césares lub Ciudad de los Césares – mityczne miejsce, miasto lub królestwo równie bogate, a może nawet bogatsze w kruszce od peruwiańskich Inków. Legenda powstała podczas eksploracji przez Sebastiana Cabota estuarium La Platy i dolnej Parany w latach 1526–1530. Los Césares miało znajdować się w Andach w dzisiejszej prowincji Araucania i Patagonia w Chile.
Nazwa wywodzi się najprawdopodobniej od nazwiska członka ekspedycji Cabota, Francisca Cesara, który został wysłany na zachód i który jako pierwszy z Europejczyków dotarł do Andów. Doniesienia o przygodach Alejo Garcíi, rozbitka z ekspedycji De Solísa z lat 1515–1516 oraz opowieść o „Białym królu” władającym górą srebra, również oddziaływały na dawnych podróżników. Legendy te, rozpuszczane najczęściej przez miejscowych Indian w celu jak najszybszego pozbycia się intruzów z własnego terytorium, prowadziły do kolejnych wypraw odkrywczych.
Legenda Los Césares miała dość długi żywot. Była przyczyną wypraw Diega de Almagro w latach 1535–1537 i Pedra de Valdivii w roku 1540 z Peru do Chile, jak również ekspedycji Juana de Garaya w roku 1580 z dzisiejszego Buenos Aires w Argentynie.